# Trafikrestauranger

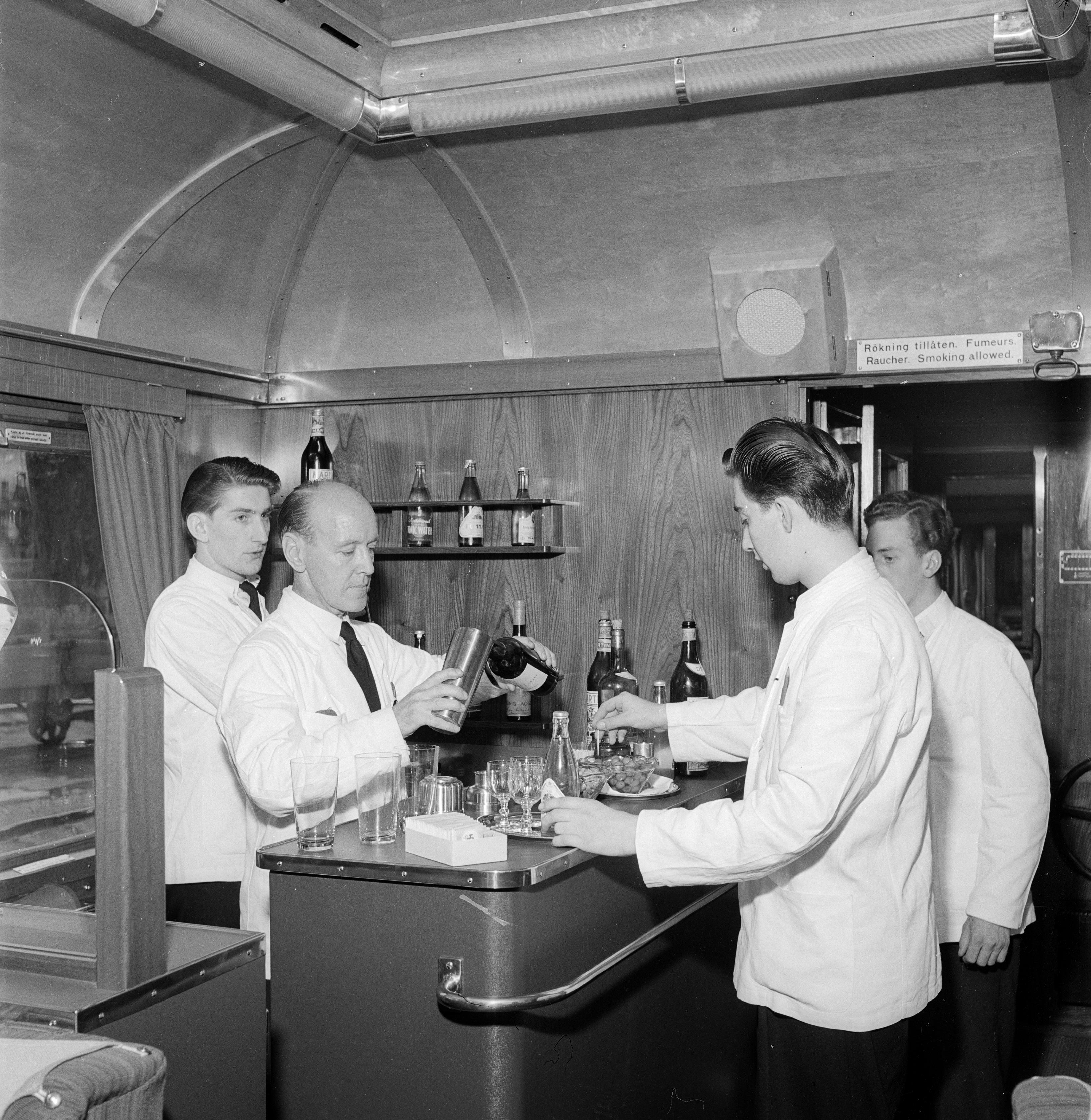
Serveringspersonal från TR i Dollartågets barvagn 1950.

AB Trafikrestauranger, förkortat TR, var under åren 1938–2000 ett dotterbolag till Statens Järnvägar som bedrev restaurangverksamhet.
Företaget bedrev sin verksamhet dels på Statens Järnvägars tåg, dels på större centralstationer. Verksamheten började 1 januari 1939 genom att man tog över Turisttrafikförbundets Restaurangaktiebolag, ett bolag ägt av Svenska turisttrafikförbundet och som hade skött servering på tåg sedan 1909.
Företaget bedrev också hotellverksamhet på 12 olika orter i Sverige. Bland annat drev TR Royal Viking Hotel i Stockholm mellan 1984 och 1988.
TR såldes april 2000 till det engelska bolaget Compass Group som införlivade verksamheten i sitt svenska bolag Scandinavian Service Partner.